# Фогт (Баден-Вюртемберг)
Фогт (нім. Vogt) — громада в Німеччині, знаходиться в землі Баден-Вюртемберг. Підпорядковується адміністративному округу Тюбінген. Входить до складу району Равенсбург.
Площа — 22,31 км2. Населення становить 4668 ос. (станом на 31 грудня 2020).